# Chen Hongshou

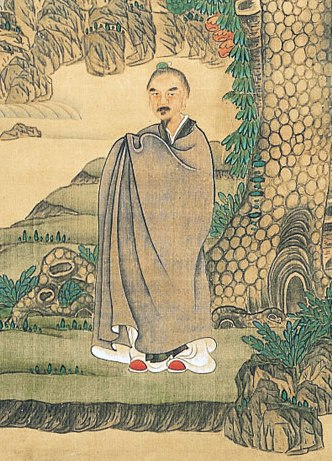
Zelfportret (detail) uit 1635, collectie Nationaal Paleismuseum

Chen Hongshou (陳洪綬; 1599–1652) was een Chinees kunstschilder, kalligraaf, dichter en schrijver in de late Ming- en vroege Qing-periode. Zijn omgangsnaam was Zhanghou (章侯). Aanvankelijk gebruikte hij de artistieke naam Laolian (老莲; 'oude lotus'). Na de val van de Ming-dynastie nam hij de artistieke namen Huichi (悔迟), Wuchi (勿遲) en Yunmen Seng (云门僧) aan.

## Biografie
Chen werd geboren in Zhuji, in de provincie Zhejiang. Hij werd in de schilderkunst onderwezen door Lan Ying (1585–1664). Chen werd een beroemd schilder en werd samen met Cui Zizhong (ca. 1594–1644) 'Chen in het zuiden en Cui in het noorden' genoemd.
Na de val van de Ming-dynastie werd Chen in 1646 een boeddhistische monnik. Zijn schilderwerken uit deze periode vertonen een heimwee naar vroeger en borduren voort op de portretstijl van de onafhankelijke literati uit de Song-periode.

## Werk

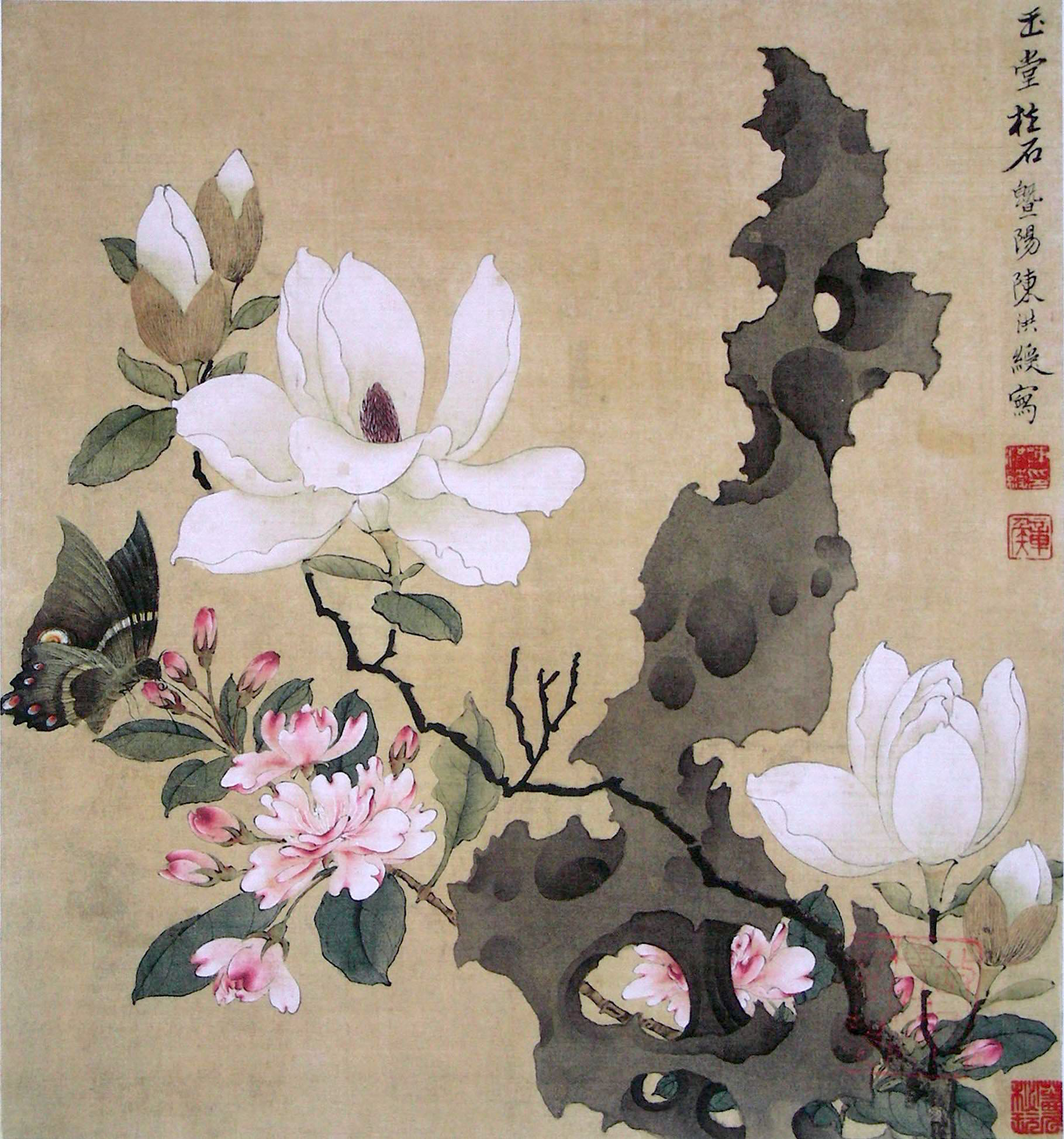
Magnolia en rechtopstaande steen (玉堂柱石圖)

Chen had een voorliefde voor archaïsche penseeltechnieken. Typisch voor zijn schilderstijl zijn de ronde, dik aangezette penseelstreken in gewassen inkt en een precieze inkleuring. Het vertoont kenmerken van de werken van Li Gonglin (1049-1106) en Zhao Mengfu (1254-1322).
Chen specialiseerde zich in precieze afbeeldingen van mensen. Hierbij was hij vooral gefocust op de schoonheid van de afbeelding, niet op de gelijkenis met het model. Daarnaast was Chen ook bekwaam in vogel- en bloemschilderingen in de gongbi-stijl en shan shui-landschappen.
Chen was een belangrijke blokdrukillustrator en tapijtenknoper. Zijn meesterwerken Shui Hu Ye Zi en Bo Gu Ye Zi zijn twee van de weinige bewaard gebleven wandtapijten uit de Ming- en Qing-periodes.